# ديريك غريغوري
ديريك غريغوري (بالإنجليزية: Derek Gregory)‏ هو جغرافي بريطاني، ولد في 1 مارس 1951 في بكنهام ‏ في المملكة المتحدة.